# Chacenay

Chacenay este o comună în departamentul Aube din nord-estul Franței. În 1 ianuarie 2022 avea o populație de 52 de locuitori.